# Román pro ženy
Román pro ženy (Roman pour dames) est une comédie tchèque réalisée par Filip Renč en 2005, avec Zuzana Kanócz et Marek Vašut. Le film s'inspire du roman éponyme de l'écrivain tchèque Michal Viewegh.

## Synopsis
Laura, dans un salon de coiffure, parle des hommes de sa vie : un lecteur américain, un vendeur de téléphone portable et Oliver, l'ancien fiancé de sa propre mère.

## Fiche technique
- Metteur en scène : Filip Renč
- Producteur : Pavel Čechák
- Scénario : Michal Viewegh
- Musique : Jérôme Degey et Iva Frühlingová
- Caméra : Petr Hojda
- Première : 14 avril 2005, République tchèque
- Durée : 95 minutes

## Distribution
- Zuzana Kanócz : Laura
- Marek Vašut : Oliver
- Simona Stašová : la mère de Laura
- Ladislava Něrgešová : Ingrid, l'amie de Laura
- Stella Zázvorková : la grand-mère de Laura
- Miroslav Donutil : le voisin
- David Švehlík : Hubert
- Jaromír Nosek : Rickie